# Avenir du Congo
Avenir du Congo (ACO) è un partito politico della Repubblica Democratica del Congo. È stato creato nel 2009 da Patrick Bologna Rafiki, attuale presidente del partito.

## Ideologia
Il futuro del Congo sostiene un progetto sociale, basato sul liberalismo economico, sulla libera impresa e su un'economia di mercato decentralizzata.

## Fronte comune
Nel luglio 2018 il partito firmò lo statuto costitutivo del Fronte Comune per il Congo (FCC), aderì al partito presidenziale per la ricostruzione e la democrazia (PPRD) e all'Alleanza delle forze democratiche del Congo (AFDC).